# ألين بيل (دراج)
ألين بيل (بالإنجليزية: Allen Bell)‏ هو دراج أمريكي، ولد في 11 أكتوبر 1933 في أشلي في الولايات المتحدة.

## وصلات خارجية
- ألين بيل على موقع أرشيف الدراجات (الإنجليزية)
- ألين بيل على موقع أوليمبيديا (الإنجليزية)